# Hydrofluoralkeny

Strukturní vzorec 1,3,3,3-tetrafluoropropenu (HFO-1234ze)

Hydrofluoralkeny jsou skupina alkenů, které mají v molekulách jeden nebo více atomů fluoru. Používají se jako chladiva. Na rozdíl od fluorovaných alkanů a od chlorfluorovaných uhlovodíků nepoškozují ozonovou vrstvu a mají nízký potenciál globálního oteplování a tak jsou k životnímu prostředí šetrnější. Mnoho z nich je chemicky stabilních, netoxických a nehořlavých či jen slabě až mírně hořlavých. Často mají takové teploty tání a varu, že mohou být jako chladiva používány za pokojové teploty. Také mohou být využity jako hnací plyny například při výrobě izolačních materiálů, v potravinářství a na výrobu stavebních hmot.
Hydrofluoralkeny patří mezi chladiva „čtvrté generace“, jelikož mají přibližně tisíckrát menší potenciál globálního oteplování než fluorované alkany.
K používaným hydrofluoralkenům patří:
- 2,3,3,3-tetrafluorpropen (HFO-1234yf) a 1,3,3,3-tetrafluorpropen (HFO-1234ze).[1][4]
- cis-1,1,1,4,4,4-hexafluor-2-buten
- trans-1,1,1,4,4,4-hexafluor-2-buten